# ODINUS
ODINUS（Origins, Dynamics, and Interiors of the Neptunian and Uranian Systemsの略）は欧州宇宙機関(ESA)がコスミックビジョンで提案しているミッションである。ODINUSでは天王星探査拡大を目標とし、二つのオービターが使われる。名前は北欧神話の双子の神、フレイとフレイヤにちなみ、フレイ、フレイヤとそれぞれ呼ばれている。主なミッションは天王星と海王星をオービターにより調査することであり、天王星と海王星それぞれ1つずつのオービターが打ち上げられる予定である。予定では2034年の打ち上げが考えられている。

## 搭載機器
以下の6つの機器がこのミッションでは必要不可欠となってくる。
- カメラ - 二つの天王星型惑星を同時に観測するために角度を調節して設計する。
- 可視近赤外イメージング分光器
- 磁気センサ - 海王星の磁場を調査する。
- 質量分光器 - イオンと中性ガスの質量分光器。英名のIon and Neutral Mass Spectrometerを略してINMSとも呼ばれる[5]。
- DSI - ドップラー振動撮像装置(Doppler Spectro-imagerの略)のこと。振動を観測する。
- マイクロ波放射計

また、他に2つの機器の搭載も考えられている。
- 高速中性粒子の検知器
- 高感度加速度計 - 降下する際に使われる。